# ワゴナー郡 (オクラホマ州)
ワゴナー郡（英: Wagoner County）は、アメリカ合衆国オクラホマ州の郡である。人口は8万0981人（2020年）。郡庁所在地はワゴナーであり、同郡で人口最大の都市である。

## 歴史
考古学的研究に拠れば、ワゴナー郡となった地域に西暦300年から1200年まで、マウンドを建設するカドー族インディアンが住んでいた。
1820年代にアラバマ州からクリーク族が移住させられてワゴナー郡の東部に入った。西部にはチェロキー族が入った。
南北戦争の1865年、現在のワゴナー郡ではフラットロックの戦い（ヘイキャンプの戦いとも呼ばれる）が行われた。スタンド・ワティー准将とリチャード・ガノ准将が率いる南軍が、85名の北軍兵を捕まえ、干草を収穫していた者を多く殺した。
1905年、セコイア会議でこの地域に2つの郡を創設する提案があった。西半分はコウェタ、東半分はタメチチーと名付けられるはずだった。しかしセコイア州を作る計画が失敗し、この提案も無くなった。1907年、オクラホマが州に昇格するときに、ワゴナー郡も組織化された。ポーターとコウェタの町がワゴナーの町と共に郡庁所在地を競った。郡名は住民投票に勝ったワゴナーの町の名が採られた。ワゴナーという名前はカンザス州パーソンズ出身のカティ鉄道発車係ヘンリー・"ビッグフット"・ワゴナーに因むものだった。

## 地理
アメリカ合衆国国勢調査局に拠れば、郡域全面積は591平方マイル (1,531 km2)であり、このうち陸地は563平方マイル (1,458 km2)、水域は28平方マイル (73 km2)で水域率は4.75％である。オザーク高原の一部にある。バーディグリス川が郡を東西に分けている。アーカンザス川が郡の西部と南部の境界を構成している。グランド川も南部を流れている。1942年にダムが造られ、人口このフォートギブソン湖ができた。

### 隣接する郡
- ロジャーズ郡 - 北西
- メイズ郡 - 北東
- チェロキー郡 - 東
- マスコギー郡 - 南
- タルサ郡 - 西

## 人口動態
以下は2010年国勢調査による人口統計データである。
| 基礎データ - 人口: 73,805人 - 人口密度: 47.74人/km2（123.6人/mi2） - 住居数: 23,174軒 - 住居密度: 16軒/km2（41軒/mi2） 人種別人口構成 - 白人: 80.07% - アフリカン・アメリカン: 3.75% - ネイティブ・アメリカン: 9.38% - アジア人: 0.51% - 太平洋諸島系: 0.02% - その他の人種: 0.85% - 混血: 5.41% - ヒスパニック・ラテン系: 2.50% 年齢別人口構成 - 18歳未満: 28.1% - 18-24歳: 7.9% - 25-44歳: 28.5% - 45-64歳: 25.4% - 65歳以上: 10.2% - 年齢の中央値: 36歳 - 性比（女性100人あたり男性の人口） - 総人口: 97.7 - 18歳以上: 94.9 | 世帯と家族（対世帯数） - 18歳未満の子供がいる: 37.4% - 結婚・同居している夫婦: 65.9% - 未婚・離婚・死別女性が世帯主: 9.8% - 非家族世帯: 20.5% - 単身世帯: 17.7% - 65歳以上の老人1人暮らし: 6.7% - 平均構成人数 - 世帯: 2.73人 - 家族: 3.08人 収入と家計 - 収入の中央値 - 世帯: 41,744米ドル - 家族: 47,602米ドル - 性別 - 男性: 36,419米ドル - 女性: 23,546米ドル - 人口1人あたり収入: 18,272米ドル - 貧困線以下 - 対人口: 8.9% - 対家族数: 6.7% - 18歳未満: 11.5% - 65歳以上: 9.2% |

## 都市と町
| - ワゴナー（郡庁所在地） - コウェタ - カトゥーサ、ロジャーズ郡にも入っている - フェアオークス、ロジャーズ郡にも入っている - ネオデシャ - オーケイ - オネタ - ポーター | - レッドバード - ロッキーポイント - テイラーフェリー - トッパーズ - タラハシー - ビクスビー、タルサ郡に多くが入っている - ブロークンアロー、タルサ郡に多くが入っている - タルサ、タルサ郡に多くが入っている |

## 元あった町
- ニュータルサ - 2001年にブロークンアローに吸収された